# Martin O'Donnell
Martin O'Donnell (n. 4 iunie 1986, Anglia, Regatul Unit) este un jucător englez de snooker.
Cea mai înaltă poziție atinsă în clasamentul mondial este locul 30, în octombrie 2020. A jucat în februarie 2024 prima finală a carierei într-un turneu de clasament, la Openul Galez. Nu a realizat niciodată breakul maxim.

## Finalele carierei

### Finale de clasament: 1
| Rezultat | Nr. | An   | Turneu       | Adversar în finală | Scor |
| Finalist | 1.  | 2024 | Openul Galez | Gary Wilson        | 4–9  |

### Finale Pro-Am: 1 (1 titlu)
| Rezultat | Nr. | An   | Turneu               | Adversar în finală    | Scor |
| Campion  | 1.  | 2017 | Italian Snooker Open | Alexander Ursenbacher | 3–2  |

### Finale la amatori: 6 (3 titluri)
| Rezultat | Nr. | An   | Turneu                                | Adversar în finală | Scor |
| Finalist | 1.  | 2006 | Campionatul de Amatori al Angliei     | Mark Joyce         | 3–8  |
| Finalist | 2.  | 2012 | Campionatul de Amatori al Angliei (2) | Gary Wilson        | 9–10 |
| Campion  | 1.  | 2012 | Snookerbacker Classic - Grand Finals  | John Sutton        | 4–0  |
| Campion  | 2.  | 2022 | Q Tour - Event 2                      | George Pragnell    | 5–1  |
| Finalist | 3.  | 2022 | Snooker Legends – The 900             | Ant Parsons        | 0–1  |
| Campion  | 3.  | 2022 | Q Tour - Event 6                      | Ross Muir          | 5–1  |